# Louis Devedeux

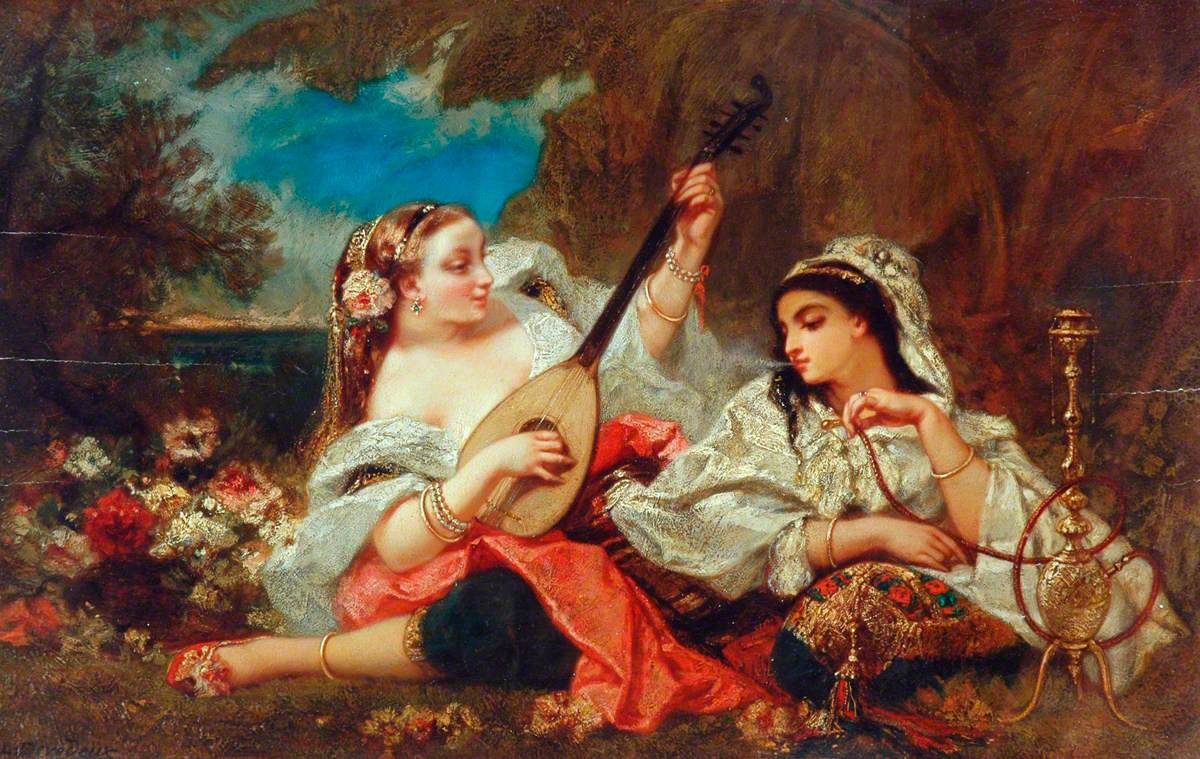
Siesta

Louis Devedeux (* 8. Juli 1820 in Clermont-Ferrand; † 1874 in Paris) war ein französischer Genremaler des Orientalismus.
Devedeux studierte ab 1836 an der École des beaux-arts de Paris und war Schüler von Paul Delaroche und Alexandre-Gabriel Decamps.
Er beschäftigte sich hauptsächlich mit der Genremalerei des orientalistischen Milieus, obwohl er niemals die Länder des Orientes besuchte. Er ließ sich von der Literatur von Gustave Flaubert oder Théophile Gautier sowie von Reiseberichten seiner Zeitgenossen wie Eugène Fromentin inspirieren.
Er stellte seine Werke ab 1838 im Salon de Paris aus, zeigte auch seine Werke in Hamburg 1872 und Wien 1876. Das Bild „Der Sklavenhandler“
wurde vom Salon 1867 für die Kunstsammlungen von Kaiser Napoleon III. eingekauft.